# Mikrooptik
Mikrooptische Bauteile sind optische Bauteile (Linsen, Spiegel, Prismen) der Mikrosystemtechnik, deren Abmessungen nur wenige Größenordnungen über der Wellenlänge λ des sie durchstrahlenden Lichts liegt. Aufgrund dieser Größenverhältnisse tritt die Wellencharakteristik des Lichtes stark in den Vordergrund. Im Wesentlichen gelten für die Mikrooptik dieselben Abbildungsgesetze wie für die klassische Optik. Jedoch wird in diesem Zusammenhang die klassische Optik oft als Makrooptik bezeichnet, um hier die Unterschiede zur Mikrooptik zu verdeutlichen.
Da mikrooptische Bauteile klein sein sollen, sind die benutzbaren Strahlradien {\displaystyle w_{0}} auch entsprechend klein. Beugungseffekte können nicht mehr vernachlässigt werden. Die Rayleigh-Länge {\displaystyle z_{0}}, also die Länge, über die ein Lichtstrahl nicht wesentlich durch Beugung verändert wird, ist damit vergleichsweise gering. Für einen Gaußstrahl gilt:
{\displaystyle z_{0}={\frac {\pi w_{0}^{2}}{\lambda }}}